# 푸리에 관련 변환의 목록
이 목록은 어떤 함수에 대한 푸리에 분석과 관련되어 있는 다양한 선형 변환 방법에 관한 목록이다. 이러한 변환은 어떤 함수를 기저 함수의 계수 집합으로 매핑하는데, 여기서 기저 함수는 사인, 코사인과 같은 정현파이므로 주파수 스펙트럼에서 강하게 국지화되고, 이러한 변환은 일반적으로 역변환이 가능하도록 설계되어 있다. 푸리에 변환의 경우 각 기저 함수는 하나의 주파수 성분에 해당한다.

## 연속 변환
연속 인수를 갖는 함수에 적용되는 푸리에 관련 변환에는 아래와 같은 것이 있다.
- 양방향 라플라스 변환
- 푸리에 변환과 밀접하게 관련되어 있는 다른 적분 변환인 멜린 변환
- 라플라스 변환
- 푸리에 변환, 이에 대한 특수한 경우로는 아래의 것들이 있다:
  - 푸리에 급수
    - 입력 함수/파형이 주기적일 때 푸리에 변환 출력은 디랙의 콤 함수가 되며, 유한하며 복소수인 계수로 이루어지는 이산 시퀀스에 의해 변조되어 있다. 이러한 출력 값을 푸리에 급수 계수라고 한다. 반면에 푸리에 급수는 역 푸리에 변환을 나타내며, 이는 불연속 주파수의 정현파에 푸리에 급수 계수의 가중치를 곱한 값을 합한 것이다.
    - 입력 함수의 0이 아닌 부분의 기간이 유한한 경우에는, 푸리에 변환은 연속적이고 유한한 값이다. 그런데 해당 값의 이산적 부분집합을 이용하여 분석된 원래의 함수를 충분히 재구성/표현할 수 있다. 세그먼트의 지속 시간을 주기 함수의 한 주기로 처리하고 푸리에 급수 계수로 계산하면, 동일한 이산 집합의 출력을 얻게 된다.

  - 사인 변환 및 코사인 변환 : 입력 함수가 원점을 기준으로 홀수 대칭 또는 짝수 대칭인 경우에 푸리에 변환은 사인 변환 또는 코사인 변환으로 축소된다.
- 하틀리 변환
- 단시간 푸리에 변환 (또는 단시간 푸리에 변환)(STFT)
  - 직사각형 마스크 단시간 푸리에 변환
- 처플릿 변환
- 분수 푸리에 변환 (FRFT)
- 한켈 변환 : 원주 함수의 푸리에 변환과 관련되어 있다.
- 푸리에–브로스–이아골니처 변환
- 선형 캐노니컬 변환

## 이산 변환
컴퓨터, 정수론 및 대수학에서 사용하는 경우에는, 이산적인 인수(예: 이산적인 샘플의 일련의 값으로 이루어지는 함수)가 종종 더 적합하며 아래와 같은 변환(위의 연속 사례와 유사한)에 의해 처리된다.
- 이산시간 푸리에 변환 (DTFT) : 샘플 값을 사용하여 디랙의 콤 함수를 변조함으로써 이산 입력 함수로부터 구성되는 "연속" 함수의 푸리에 변환에 상응한다. 실수 선상의 함수인 ƒ( x )에서 샘플링하여 샘플 값을 도출할 때, DTFT는 ƒ의 푸리에 변환의 주기적 합산에 해당한다. DTFT 출력은 항상 주기적이다. 또 다른 관점은 DTFT가 한 주기의 길이로 제한된(또는 유한한 ) 주파수 영역으로의 변환으로 보는 것이다.
  - 이산 푸리에 변환 (DFT) :
    - 입력 시퀀스가 주기적일 때, DTFT 출력은 디랙의 콤 함수이고, 이 함수는 푸리에 급수[1]의 계수로 변조되는데 이는 입력 시퀀스의 한 사이클에 대한 DFT로 계산할 수 있다. DFT의 한 주기에서 불연속 값의 수는 입력 시퀀스의 한 주기에서와 동일하다.
    - 입력 시퀀스의 0이 아닌 부분의 지속 시간이 유한한 경우에는, DTFT는 연속적이며 유한 크기의 값을 가진다. 그러나 해당 값의 이산적 하위 집합은 분석된 부분을 재구성/표현하기에 충분하다. 세그먼트의 지속 시간을 주기 함수의 한 주기로 처리하고 DFT를 계산하여도 동일한 불연속 집합을 얻게 된다.

  - 이산 사인 변환 및 이산 코사인 변환 : 입력 시퀀스가 원점을 기준으로 홀수 대칭 또는 짝수 대칭을 갖는 경우에, DTFT는 이산 사인 변환 (DST) 또는 이산 코사인 변환 (DCT)으로 축소된다.
    - 회귀적 이산 푸리에 급수에서는 주기가 미리 고정되어 있지 않고 데이터에 의해 결정된다.

  - 불연속 체비세프 변환 (제1종 체비쇼프 다항식의 '근' 그리드 및 '극단' 그리드에서). 이 변환은 그리드 포인트 값에서 Chebyshev 시리즈 계수로 신속하고 효율적으로 이동하는 데 사용할 수 있기 때문에 미분 방정식을 풀기 위한 스펙트럼 방법 분야에서 매우 중요하다.
- 일반화 DFT(GDFT), 이는 위상 함수가 정수 및 실수 값의 기울기가 있는 선형이거나, 또는 오토-코릴레이션 또는 상호-코릴레이션과 같은 다양한 메트릭의 최적 설계를 위한 유연성을 제공하는 비선형 위상(예: 자동 및 교차)일 수 있는, DFT 및 상수 모듈러스 변환의 일반화의 하나이다.
- DSFT( 이산공간 푸리에 변환 )는 DTFT를 1D 신호에서 2D 신호로 일반화한 것이다. 입력 함수 인수가 공간 좌표 {\displaystyle (x,y)} 의 동일한 간격 샘플이 되는 이미징 및 이미지 처리에 가장 널리 사용되는 응용분야이기 때문에 "이산 시간"이 아닌 "이산 공간"이라고 한다. DSFT 출력은 두 변수 모두에서 주기적이다.
- Z-변환, 전체 복소 평면에 대하여 DTFT를 일반화 한 것이다.
- 수정된 이산 코사인 변환 (MDCT)
- 이산 하틀리 변환 (DHT)
- 이산화된 STFT(위 참조).
- Hadamard 변환 ( Walsh 함수 ).
- 유한 그룹에 대한 푸리에 변환 .
- 이산 푸리에 변환(일반) .

이러한 모든 변환의 사용은, 고속 푸리에 변환 (FFT)에 기초를 두고 있는 효율적인 알고리즘의 존재로 인해 크게 촉진되었다. 나이퀴스트–섀넌의 샘플링 정리는 이러한 이산 변환의 출력을 이해하는 데 중요하다.

## 같이 보기
- 적분 변환
- 웨이블릿 변환
- 푸리에 변환 분광법
- 고조파 분석
- 변환의 목록
- 수학 연산자 목록
- 바이스펙트럼

## 참고 문헌
- A. D. Polyanin and A. V. Manzhirov, Handbook of Integral Equations, CRC Press, Boca Raton, 1998. ISBN 0-8493-2876-4
- Tables of Integral Transforms at EqWorld: The World of Mathematical Equations.
- A. N. Akansu and H. Agirman-Tosun, "Generalized Discrete Fourier Transform With Nonlinear Phase", IEEE Transactions on Signal Processing, vol. 58, no. 9, pp. 4547-4556, Sept. 2010.